# L'Autre (pièce de théâtre)
Pour les articles homonymes, voir L'Autre.
L’Autre est une pièce de théâtre de Florian Zeller créée en 2004.

## Créations

### 2004
Théâtre des Mathurins, dans une mise en scène d’Annick Blancheteau.
- Chloé Lambert : Elle
- Nicolas Vaude : Lui
- Clément Sibony : L'autre

### 2005
Théâtre des Mathurins, dans une mise en scène d’Annick Blancheteau.
- Chloé Lambert : Elle
- Mathieu Bisson : Lui
- Aurélien Wiik : L'autre

### 2007
Studio des Champs-Elysées, dans une mise en scène de Florian Zeller.
- Sara Forestier : Elle
- Stanislas Merhar : Lui
- Aurélien Wiik : L'autre

### 2015
Poche-Montparnasse, dans une mise en scène de Thibault Ameline.
- Carolina Jurczak : Elle
- Benjamin Jungers : Lui
- Jeoffray Bourdenet : L'autre

### 2016
Poche-Montparnasse, dans une mise en scène de Thibault Ameline.
- Carolina Jurczak : Elle
- Christophe D'Esposti : Lui
- Jeoffray Bourdenet : L'autre

## Réception critique
La pièce a reçu un accueil unanime. Dans le Nouvel Obs, Jacques Nerson écrit : « Son texte ne contient pas un mot de trop, pas une de ces joliesses à quoi se reconnaît le dramaturge débutant, rien qui ne soit actif et efficace. Les répliques déflagrent, pas une ne manque la cible. Ces amants blessés qui déguisent en sourires leurs grimaces de douleur rappellent Le Plaisir de rompre, de Jules Renard. C’est dire si le spectacle est cruel et brillant. ». Dans La Provence, Jérôme Garcin écrit : « Les phrases de Zeller sont à hauteur d’homme. Elles saisissent les bonheurs et les malheurs de la vie de couple avec la délicatesse d’un Claude Sautet ou d’une Françoise Sagan. »Le Figaro fait l'éloge de cet auteur dont « la cruauté et la désespérance gracieuse est en filiation directe avec les grands auteurs du XVIIIe ».
Dans le magazine Lire de novembre 2007, Philippe Alexandre écrit : « Son style est léger, cynique, cruel, mélancolique: un charme extrême, sans nulle coquetterie littéraire. Des petits bouts de phrase, des silences, quelques soudaines explosions qui ne laissent pas de trace. Plutôt que Sagan, Marivaux et Laclos sont ses parrains. Laurent Terzieff, qui l'admire, ajoute Strindberg. Et, par instants, Jules Renard. Mais encore deux ou trois pièces et on ne lui cherchera plus de pères spirituels. »

## Préface
À l'occasion de la reprise de la pièce en octobre 2007, L'Avant-Scène a consacré un hors-série spécial à cet auteur. Laurent Terzieff a préfacé le texte. Il écrit : « Vous êtes actuellement un des rares auteurs de théâtre qui réponde à ce que l'art, toutes disciplines confondues, exige : une vision personnelle de l'existence où les fantômes de l'auteur rejoignent nos propres fantômes et qui élargit notre conscience de la vie. (...) J'ai été frappé par votre maîtrise du langage théâtral où l'insignifiance apparente du propos se révèle être le signifiant d'un rapport de force souterrain, une monnaie d'échange pour débusquer la part d'ombre des personnages... Ce que vous avez l'élégance pudique de faire apparaître comme un rêve éveillé n'est peut-être au fond qu'un cauchemar... »